# Ringer-Weltmeisterschaften 1997
Die Ringer-Weltmeisterschaften 1997 fanden nach Stilart und Geschlechtern getrennt an unterschiedlichen Orten statt. Dabei wurden die Ringer in jeweils acht Gewichtsklassen unterteilt, während die Frauen in sechs Gewichtsklassen antraten.

## Griechisch-römisch
Die Wettkämpfe im griechisch-römischen Stil fanden vom 10. bis zum 13. September 1997 in Breslau statt.

### Medaillengewinner
| Klasse  | Gold                 | Silber              | Bronze                   |
| ------- | -------------------- | ------------------- | ------------------------ |
| -54 kg  | Ercan Yıldız         | Wahan Dschuharjan   | Alfred Ter-Mkrtchyan     |
| -58 kg  | Juri Melnitschenko   | Rafik Simonjan      | Armen Nasarjan           |
| -63 kg  | Şeref Eroğlu         | Nikolai Monow       | Włodzimierz Zawadzki     |
| -69 kg  | Son Sang-pil         | Alexander Tretjakow | Ender Memet              |
| -76 kg  | Marko Yli-Hannuksela | Tamás Berzicza      | Filiberto Ascuy Aguilera |
| -85 kg  | Sergei Zwir          | Hamza Yerlikaya     | Thomas Zander            |
| -97 kg  | Gogi Koguaschwili    | Anatol Fedarenka    | Andrzej Wroński          |
| -130 kg | Alexander Karelin    | Mihály Deák Bárdos  | Héctor Milián            |

### Medaillenspiegel
| Rang | Land        | Gold | Silber | Bronze |
| ---- | ----------- | ---- | ------ | ------ |
| 1    | Russland    | 3    | 3      | 0      |
| 2    | Türkei      | 2    | 1      | 0      |
| 3    | Finnland    | 1    | 0      | 0      |
|      | Kasachstan  | 1    | 0      | 0      |
|      | Südkorea    | 1    | 0      | 0      |
| 6    | Ungarn      | 0    | 2      | 0      |
| 7    | Armenien    | 0    | 1      | 0      |
|      | Belarus     | 0    | 1      | 0      |
| 9    | Deutschland | 0    | 0      | 2      |
|      | Kuba        | 0    | 0      | 2      |
|      | Polen       | 0    | 0      | 2      |
| 12   | Bulgarien   | 0    | 0      | 1      |
|      | Rumänien    | 0    | 0      | 1      |

## Freistil
Die Wettkämpfe im freien Stil fanden vom 29. August bis zum 1. September 1997 in Krasnojarsk statt.

### Medaillengewinner
| Klasse  | Gold                      | Silber                  | Bronze                 |
| ------- | ------------------------- | ----------------------- | ---------------------- |
| -54 kg  | Wilfredo García           | Jin Ju-dong             | Maulen Mamirow         |
| -58 kg  | Mohammad Talaee           | Ramil Islamov           | Guivi Sissaouri        |
| -63 kg  | Abbas Haj Kenari          | Cary J. Kolat           | Magomed Asisow         |
| -69 kg  | Araik Geworgjan           | Hwang Sang-ho           | Sasa Sasirow           |
| -76 kg  | Buwaisar Saitijew         | Alexander Leipold       | Miroslaw Gotschew      |
| -85 kg  | Leslie Gutches            | Eldar Assanow           | Alireza Heidari        |
| -97 kg  | Kuramagomed Kuramagomedow | Ahmet Doğu              | Eldari Luka Kurtanidse |
| -130 kg | Zekeriya Güçlü            | Alexis Rodríguez Valera | David Musuľbes         |

### Medaillenspiegel
| Rang | Land               | Gold | Silber | Bronze |
| ---- | ------------------ | ---- | ------ | ------ |
| 1    | Russland           | 2    | 0      | 2      |
| 2    | Iran               | 2    | 0      | 1      |
| 3    | Kuba               | 1    | 1      | 0      |
|      | Türkei             | 1    | 1      | 0      |
|      | Vereinigte Staaten | 1    | 1      | 0      |
| 6    | Armenien           | 1    | 0      | 0      |
| 7    | Ukraine            | 0    | 1      | 1      |
| 8    | Deutschland        | 0    | 1      | 0      |
|      | Nordkorea          | 0    | 1      | 0      |
|      | Südkorea           | 0    | 1      | 0      |
|      | Usbekistan         | 0    | 1      | 0      |
| 12   | Bulgarien          | 0    | 0      | 1      |
|      | Georgien           | 0    | 0      | 1      |
|      | Kanada             | 0    | 0      | 1      |
|      | Kasachstan         | 0    | 0      | 1      |

## Frauen
Die Wettkämpfe der Frauen fanden vom 10. bis zum 12. Juli 1997 in Clermont-Ferrand statt.

### Medaillengewinner
| Klasse | Gold                | Silber           | Bronze                   |
| ------ | ------------------- | ---------------- | ------------------------ |
| -46 kg | Xiue Zhong          | Bette Barlie     | Farah Touchi             |
| -51 kg | Joanna Piasecka     | Shannon Williams | Miho Adachi              |
| -56 kg | Anna Gomis          | Mariko Shimizu   | Sara Eriksson            |
| -62 kg | Lise Golliot        | Stéphanie Groß   | Małgorzata Bassa-Roguska |
| -68 kg | Christine Nordhagen | Sandra Bacher    | Nina Englich             |
| -75 kg | Kyōko Hamaguchi     | Kristie Marano   | Dong Feng Liu            |

### Medaillenspiegel
| Rang | Land                | Gold | Silber | Bronze |
| ---- | ------------------- | ---- | ------ | ------ |
| 1    | Frankreich          | 2    | 0      | 1      |
| 2    | Japan               | 1    | 1      | 1      |
| 3    | Volksrepublik China | 1    | 0      | 1      |
|      | Polen               | 1    | 0      | 1      |
| 5    | Kanada              | 1    | 0      | 0      |
| 6    | Vereinigte Staaten  | 0    | 3      | 0      |
| 7    | Deutschland         | 0    | 1      | 1      |
| 8    | Norwegen            | 0    | 1      | 0      |
| 9    | Schweden            | 0    | 0      | 1      |